# GWR Waverley Class
GWR Waverley Class — тип пассажирских экспресс-паровозов широкой колеи Большой западной железной дороги с осевой формулой 2-2-0. Паровозы были выпущены в феврале—июне 1855 года заводом Роберта Стефенсона и проработали до февраля 1872—ноября 1876 года. Около 1865 года паровозы были переклассифицированы как Abbot Class.
Имена паровозов взяты, главным образом, из «Уэверлийских» романов сэра Вальтера Скотта.
| Имя            | Построен | Списан | Примечания                                                 |
| -------------- | -------- | ------ | ---------------------------------------------------------- |
| Аббат          | 1855     | 1876   |                                                            |
| Антикварий     | 1855     | 1876   |                                                            |
| Львиное Сердце |          |        | Ричард I Львиное Сердце — персонаж романа Скотта Талисман. |
| Айвенго        | 1855     | 1876   |                                                            |
| Лалла-Рук      | 1855     | 1872   |                                                            |
| Пират          | 1855     | 1876   |                                                            |
| Редгонтлет     | 1855     | 1876   |                                                            |
| Роб Рой        | 1855     | 1872   |                                                            |
| Робин Гуд      | 1855     | 1876   |                                                            |
| Уэверли        | 1855     | 1876   |                                                            |

## Внешние ссылки
- Эскиз паровоза Waverley class (ок. 1855) из записной книжки Дэниела Гуча
- A Фотография «Роба Роя» перед постановкой на рельсы после схода